# Giovanni Zarro
Giovanni Zarro (Sant'Angelo a Cupolo, 17 luglio 1942) è un politico e avvocato italiano.

## Biografia
Dopo aver conseguito la laurea in Giurisprudenza ha intrapreso la professione di avvocato.
Esponente della Democrazia Cristiana, ha ricoperto l'incarico di Sottosegretario di Stato del Ministero dell'agricoltura e delle foreste sotto il Governo Goria ed il successivo Governo De Mita. Inoltre è stato Deputato della Repubblica per cinque legislature consecutive.